# العمليات التفجيرية في إيلات (2011)

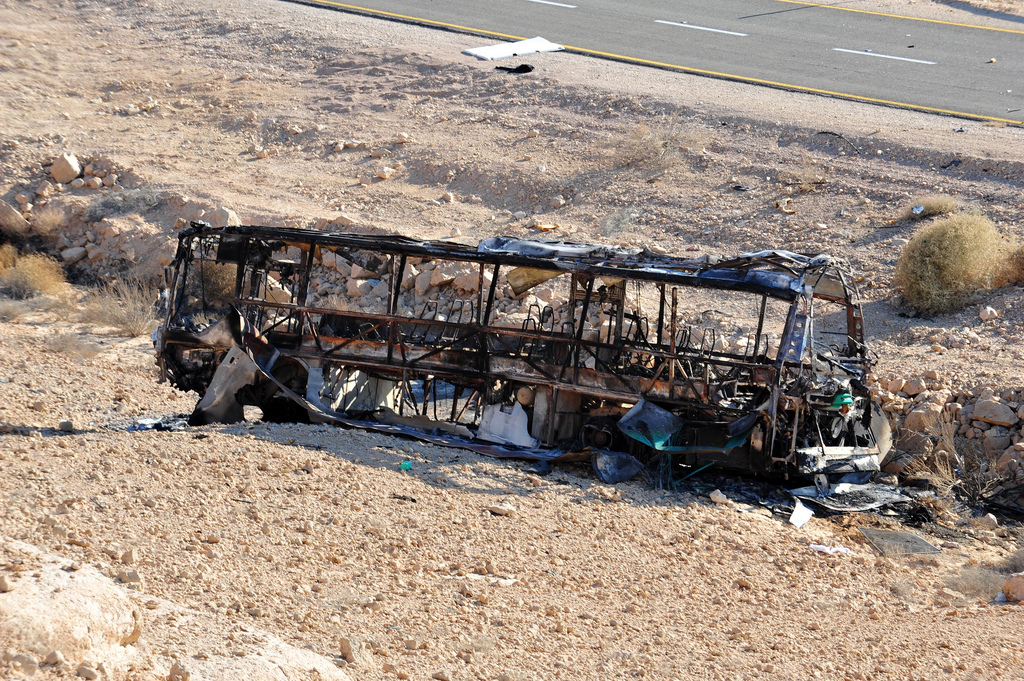
الباص المحروق

في يوم 18 أغسطس (آب) 2011 قام مسلحون يستقلون سيارة مدنية باعتراض حافلة سياحية تابعة لشركة «إيغد» الإسرائيلية وأطلقوا النار عليها عند مفترق «شيكما» في شارع 12 على بعد 28 كلم من مدينة إيلات، مما أدى إلى إصابة خمسة إسرائيليين بجراح متفاوتة.
وقد فر منفذو الهجوم من المكان، وخلال عملية الفرار أطلق المسلحون قذيفة مضادة للدروع على حافلة أخرى كانت تقل جنوداً إسرائيليين على بعد 20 كم من الهجوم الأول، مما أدى إلى مقتل 5 مدنيين وإصابة نحو 11 آخرين.
وخلال يوم قتلت قوات تابعة للشرطة وللجيش الإسرائيلي أحد منفذي الهجوم وذكرت القناة الثانية الإسرائيلية أنه خلال عملية مطاردة الخلية المنفذة للهجوم تم استدراج قوة إسرائيلية إلى مكان زرعت فيه عبوة ناسفة، وتم تفجير سيارة جيب عسكرية إسرائيلية.

## التبني
أعلنت حركة "أنصار الجهاد في سيناء" مسؤوليتها عن العملية.

## ردود الفعل
باركت التوحيد والجهاد عملية إيلات ودعت بالرحمة على قادة لجان المقاومة الشعبية وألوية الناصر صلاح الدين الذين قضوا في الغارة في مدينة رفح